# 庄原市立東城小学校
庄原市立東城小学校（しょうばらしりつ とうじょうしょうがっこう）は、広島県庄原市東城町川東にある公立小学校。

## 概要
庄原市東城町の中心地区に位置する小学校。児童数は263名（2013年5月現在）。中国山地の山間部にある小学校としては中程度の規模を誇り、児童数は庄原市内の小学校で2番目に多い。

## 沿革

### 経緯
1874年に西方寺（東城町東城183番地）に設立された誠心舎が起源であり、その後教育令により公立学校化、1884年に館町（東城町東城、五品嶽（ごほんがたけ）の麓）に校舎を建設し移転した。1887年に東城尋常小学校と改称、同時に東城高等小学校を校内に設立。1898年に東城尋常高等小学校と改称。国民学校令による東城国民学校への改称を経て、1947年の学制改革により東城町立東城小学校となった。その後、東城町による学校再配置計画によって2003年に菅竹小学校・宮原小学校を、2004年に久代小学校・戸宇小学校を統合。2005年に市町村合併により庄原市立東城小学校に改称し、2010年には庄原市による学校再配置計画により帝釈小学校を統合した。なお、二度の学校再配置計画により当校に統合した3校は廃校ではなく休校扱いになっている。

### 年表
- 1874年（明治7年） - 誠心舎として創立
- 1875年（明治8年） - 小学校則により下等・上等小学を設置、学級を編制
- 1879年（明治12年） - 教育令により公立小学校となる
- 1881年（明治14年） - 初等・中等・高等科設置
- 1884年（明治17年）3月 - 校舎建築（館町、東城町東城）
- 1887年（明治20年）4月 - 東城尋常小学校と改称、校内に東城高等小学校を設立
- 1898年（明治31年）8月 - 東城尋常高等小学校と改称
- 1941年（昭和16年）4月 - 東城国民学校と改称
- 1944年（昭和19年）8月 - 現在地へ移転
- 1947年（昭和22年）4月 - 東城町立東城小学校と改称
- 1952年（昭和27年） - 第二校舎建設
- 1958年（昭和33年）9月 - 屋内体操場（東城中学校と共用）完成
- 1967年（昭和42年）8月 - 水泳プール（東城中学校と共用）完成
- 1998年（平成10年）8月 - 第二校舎解体跡地に新校舎完成
- 2001年（平成13年）6月 - 水泳プールを新設
- 2003年（平成15年）4月 - 屋内体育館改築。東城町学校再配置計画に伴い菅竹小学校・宮原小学校を統合
- 2004年（平成16年）4月 - 東城町学校再配置計画に伴い久代小学校・戸宇小学校を統合
- 2005年（平成17年）3月 - 市町村合併により校名を庄原市立東城小学校と改称
- 2010年（平成22年）4月
  - 庄原市学校再配置計画に伴い帝釈小学校を統合
  - 校舎解体、新校舎の建築を開始
- 2012年（平成24年）11月　新校舎建設に伴う仮設校舎建設
- 2013年（平成25年）4月　新校舎建設工事開始
- 2014年（平成26年）3月　新校舎完成
- 2021年（令和3年）4月　庄原市学校再配置計画により八幡小学校と統合

## 学校行事
| - 4月 - 始業式、入学式、家庭訪問 - 5月 - 1年生歓迎集会、学校田田植え - 6月 - 5年いきいき体験学習 | - 7月 - 終業式 - 8月 - 校内水泳記録会 - 9月 - 始業式、運動会 | - 10月 - 修学旅行 - 11月 - 音楽交流会 - 12月 - 終業式 | - 1月 - 始業式 - 2月 - 児童会選挙、体験入学 - 3月 - 卒業式、修了式 |

## 学区
- 庄原市東城町[3]
  - 東城
  - 川西
  - 川東
  - 福代
  - 三坂
  - 新免
  - 菅（菅4、篠原を除く）
  - 受原
  - 竹森
  - 戸宇
  - 久代
  - 帝釈未渡
  - 帝釈宇山
  - 帝釈山中（福田、蟶野、双葉を除く）
  - 帝釈始終

## 進学先中学校
- 庄原市立東城中学校

## 周辺施設
- 庄原市役所東城支所
- 東城消防署
- 東城郵便局
- 東城病院
- 庄原市立東城中学校
- 広島県立東城高等学校
- JR芸備線東城駅

## アクセス
- バス - 東城市街地循環バス、東城町内地域生活バス（備北交通）「東城小学校前」停留所より徒歩すぐ。
- 鉄道 - JR芸備線東城駅より徒歩7分。

## 関係者

### 出身者
- 谷繁元信 - 元プロ野球選手・監督[4]